# Johann Wendler

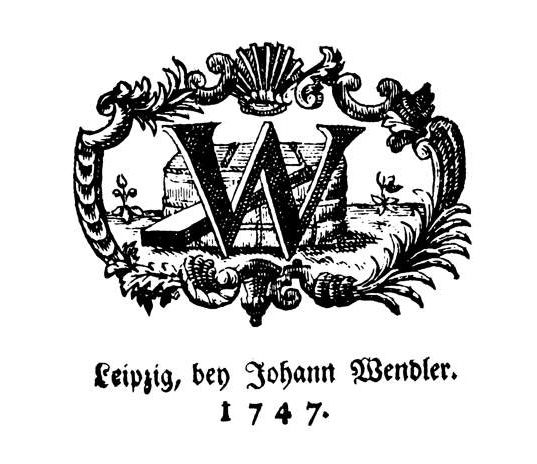
Eines der Wendlerschen Verlagsembleme

Johann Wendler (* 23. Oktober 1713 in Nürnberg; † 14. Oktober 1799 in Leipzig) war ein deutscher  Verleger, Buchhändler und Stifter.

## Leben
Johann Wendler wurde als unehelicher Sohn des Müllermeisters Hans Wendler (1687–1728) und der Margaretha Eichel, beide aus Röthenbach an der Pegnitz, geboren, sodass wohl als wahrer Geburtsort Röthenbach angenommen werden muss.
Über seine Ausbildung als Buchhändler ist nichts bekannt. Zumindest muss er wohl Anfang der 1740er Jahre mit dem Leipziger Buchhändler Moritz Georg Weidmann bekannt gewesen sein, denn als dieser 1743 kinderlos starb, setzte ihn dessen Witwe als Geschäftsführer der Weidmannschen Buchhandlung ein. In dieser Funktion wurde er 1746 von Philipp Erasmus Reich (1713–1799) abgelöst.
Am 25. November 1745 schwor Johann Wendler unter Entrichtung von 30 Reichstalern den Bürgereid und erhielt das Leipziger Bürgerrecht. Unmittelbar darauf gründete er einen eigenen Verlag und gewann Christian Fürchtegott Gellert (1715–1769) als Autor, der – noch unbekannt – keinen Verlag für seine Fabeln gefunden hatte. Er konnte ihn für ein geringes Entgelt unter Vertrag nehmen und ihn durch ein kaiserliches Privileg exklusiv an sich binden. Die Honorare steigerte er auch nicht, als Gellerts Werke ein großer Erfolg wurden. So wurde Wendler schnell wohlhabend. Neben Gellert verlegte er auch Johann August Ernesti (1707–1781), Wilhelm Abraham Teller (1734–1804) und Johann Heinrich Lambert (1728–1777).
Von 1749 bis 1763 erschienen in seinem Verlag auch die von Peter von Hohenthal (1726–1794) herausgegebenen Oeconomischen Nachrichten.
Als Buchhändler entdeckte er ein profitables Feld im Import englischsprachiger Literatur. Er war der Erste, der englische Bücher in größerem Ausmaß auf dem deutschen Markt anbot. Ein Katalog des Jahres 1755 verzeichnet unter den verfügbaren Titeln beispielsweise Samuel Richardsons Grandison, der zwei Jahre zuvor erschienen war, John Miltons Klassiker Paradise Lost und Paradise Regained sowie eine zehnbändige Gesamtausgabe der Werke von Alexander Pope. In der Folgezeit kamen auch naturwissenschaftliche Titel hinzu. Das Rezensionsorgan Britische Bibliothek erschien von 1756 bis 1767. Die letzte Ausgabe enthielt eine Übersicht über mehr als 500 Titel englischer Bücher.

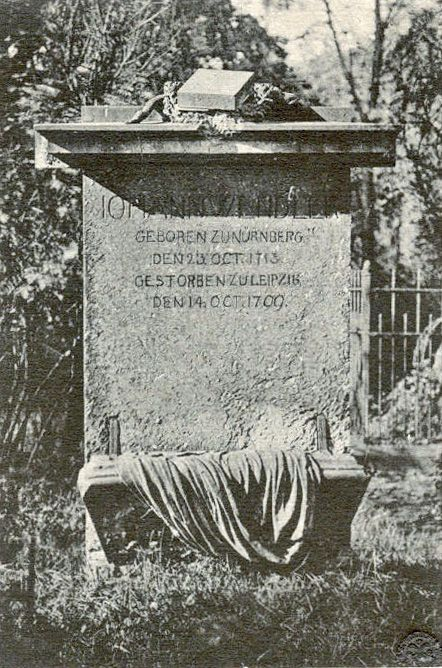
Wendlers Grabmal, (nicht erhalten)

Als im Siebenjährigen Krieg Leipzig zu Kontributionszahlungen verpflichtet wurde, hatte Wendler als wohlhabender Bürger der Stadt mehrfach Beiträge dazu zu leisten Seine Vermögensverhältnisse gestatteten es ihm, sich 1766 mit 53 Jahren ins Privatleben zurückzuziehen. Seine Verlags- und Sortimentsbuchhandlung verkaufte er an Zacharias Remigius Fritsch (1737–1815).
Wendler besaß ein Grundstück mit einem repräsentativen Haus am stadtseitigen Eingang der Bettelgasse (ab 1887 Johannisgasse) in der Grimmaischen Vorstadt, auf welchem er in einem gesonderten Gebäude 1788 eine Freischule errichtete. Zu deren Lehrern gehörten ab 1799 Georg Friedrich Baumgärtel (1760–1840) und Ernst Anschütz (1780–1861).
1774 gab er bei dem Leipziger Maler und Bildhauer Adam Friedrich Oeser (1717–1799) ein Denkmal für Christian Fürchtegott Gellert in Auftrag, das er im Garten seines Grundstücks aufstellte. Eine Nachbildung des Denkmals befindet sich in der Leipziger Lenné-Anlage.
Johann Wendler starb 86-jährig unverheiratet und kinderlos. Er wurde auf dem Alten Johannisfriedhof in Leipzig beigesetzt. Sein Grabmal ist nicht erhalten.

## Stiftungen
- 1786 stiftete er 10.000 Taler für die Errichtung und den Betrieb der Wendlerschen Freischule.
- 1794 stiftete er 1.800 rheinische Gulden für den Bau einer Schule in Nürnberg-Gostenhof.
- In den 1790er Jahren stiftete er sechs Stipendien für aus Nürnberg gebürtige Studenten, die bis 1930 ausgereicht wurden.
- Weitere Stiftungen waren 4.000 Taler für den Witwenfond der Universität Leipzig, 3.000 Taler für Vesperprediger und 3.000 Taler für den Almosenfond.

## Ehrungen
- In Anbetracht seiner Verdienste um die Wendlersche Freischule wurde 1898 im Leipziger Stadtteil Kleinzschocher eine Straße als Wendlerstraße benannt.[5]

- Auch in Nürnberg trägt eine Straße seinen Namen.

## Verlegte Werke (Auswahl)

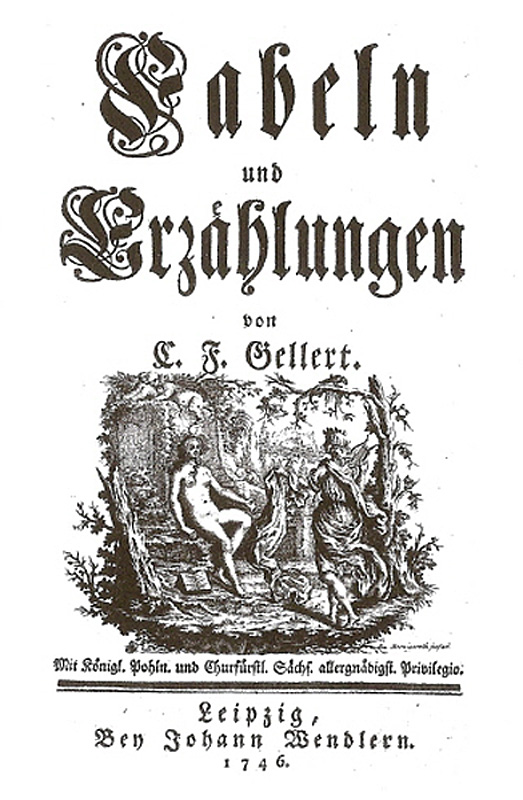
Erstausgabe der Gellertschen Fabeln

- Christian Fürchtegott Gellert: Fabeln und Erzählungen. 1746.
- Oeconomische Nachrichten. 1749–1763.
- Christlieb Ehregott Gellert: Anfangsgründe zur Metallurgischen Chimie In einem theoretischen und practischen Theile nach einer in der Natur gegründeten Ordnung abgefasset. 1751.
- Christian Fürchtegott Gellert: Briefe; nebst einer Praktischen Abhandlung von dem guten Geschmacke in Briefen. 1751
- Johann August Ernesti: Anti muratorius siue confutatio muratorianae disputationis de rebus liturgicis 1755.
- Christian Ludwig von Hagedorn: Betrachtungen über die Mahlerey. 1762.
- Christian Fürchtegott Gellert: Lehrgedichte und Erzählungen. 1763.
- Christian Fürchtegott Gellert: Leben der Schwedischen Gräfinn von G***. 1763.
- Christian Fürchtegott Gellert: C. F. Gellerts Lustspiele. 1763.
- Christian Fürchtegott Gellert: Von den Trostgründen wider ein sieches Leben. 1763.
- Wilhelm Abraham Teller: Kurzer Entwurf von der ganzen Pflicht eines Predigers bey dem Vortrage der Religion. 1763.
- Johann Heinrich Lambert: Neues Organon oder Gedanken über die Erforschung und Bezeichnung des Wahren und dessen Unterscheidung vom Irrthum und Schein. 1764.